# Stenopogon raven
Stenopogon raven är en tvåvingeart som först beskrevs av Stanley Willard Bromley 1938.  Stenopogon raven ingår i släktet Stenopogon och familjen rovflugor. Inga underarter finns listade i Catalogue of Life.